# Yuri Tsolakovich Oganessian
Yuri Tsolakovich Oganessian (tiếng Nga: Юрий Цолакович Оганесян, sinh ngày 14 tháng 4 năm 1933 tại Rostov trên sông Đông, Liên Xô) là một nhà vật lý hạt nhân người Nga gốc Armenia. Oganessian và nhóm nghiên cứu của ông được biết tới nhiều nhất qua việc khám phá ra các nguyên tố nặng nhất của Bảng tuần hoàn.
Oganessian hiện là giám đốc nghiên cứu của Phòng Thí nghiệm Phản ứng hạt nhân Flerov tại Dubna, ngoại ô Moskva. Năm 2009 các nhà khoa học Hoa Kỳ đã tuyên bố xác nhận rằng nhóm nghiên cứu của Oganessian là những người khám phá ra nguyên tố flerovium mười năm trước đó.
Ngày 8 tháng 6 năm 2016, IUPAC đã công bố chính thức về việc nguyên tố thứ 118 trong Bảng tuần hoàn sẽ được mang tên Oganesson để vinh danh Oganessian. Với vinh dự này, Oganessian đã trở thành người còn sống thứ hai có tên được đặt cho một nguyên tố hóa học, sau nhà khoa học người Mỹ Glenn Seaborg.